# دائرة سيدي بوبكر
دائرة سيدي بوبكر هي إحدى دوائر ولاية سعيدة الجزائرية.